# The River (음반)
| 전문가 평가                        | 전문가 평가 |
| 평가 점수                          | 평가 점수   |
| 출처                               | 점수        |
| ---------------------------------- | ----------- |
| Absolute Punk                      | 93%         |
| AllMusic                           | [ 2 ]       |
| Chicago Tribune                    | [ 3 ]       |
| Christgau's Record Guide           | A−          |
| Encyclopedia of Popular Music      | [ 5 ]       |
| MusicHound Rock                    | 5/5         |
| The New Rolling Stone Record Guide | [ 7 ]       |
| Q                                  | [ 8 ]       |
| The New Rolling Stone Album Guide  | [ 9 ]       |

《The River》는 1980년 10월 17일, 컬럼비아 레코드에 의해 발매된 미국의 싱어송라이터 브루스 스프링스틴의 다섯 번째 스튜디오 음반이다. 스프링스틴의 유일한 더블 음반인 《The River》는 존 랜도, 스프링스틴, 그리고 밴드 동료 스티븐 밴 잰트가 프로듀싱을 했다. 이 음반은 스프링스틴이 빌보드 200에서 1위를 한 첫 번째 음반이고 차트 1위를 차지하며 4주를 보냈다. 《The River》는 1982년 그래미 어워드에서 최우수 록 보컬 퍼포먼스 후보에 올랐다.

## 배경
《The River》의 출처는 스프링스틴의 녹음 경력의 초기 부분으로 거슬러 올라간다. 〈Independence Day〉, 〈Point Blank〉, 〈The Ties That Bind〉, 〈Ramrod〉, 〈Sherry Darling〉은 이전 음반인 《Darkness on the Edge of Town》의 남은 곡으로, 〈Drive All Night〉의 일부가 〈Backstreets〉에 수록된 것처럼 1978년 투어에 특집되었다. 〈The River〉는 1979년 9월, 안전한 에너지를 위한 음악인 연합 콘서트에서 초연되어 후속 다큐멘터리인 《노 누크스》에서 특집으로 자리매김했다.
원래 스프링스틴은 《The River》를 《The Ties That Bind》라는 제목의 싱글 음반으로 만들려고 했다. 싱글 음반 버전은 결국 2015년 박스 세트 릴리스 《The Ties That Bind: The River Collection》의 디스크 중 하나로 발매되었다. 스프링스틴은 그의 집 스튜디오인 텔레그래프 힐 스튜디오에서 E 스트리트 밴드와 함께 일하고 있었는데, 그것은 사실 뉴저지주 홀름델에 있는 헛간이었다. 8월 초까지 (뉴욕의 파워 스테이션에서 녹음) 10곡의 초기 삭감이 있었고, 컬럼비아는 1979년 크리스마스에 맞추어 스프링스틴의 신기록을 보유했을지도 모른다고 믿기 시작했다. 그러나 브루스는 계속해서 팅커로 곡을 쓰고 데모를 만들었고, 9월 초에는 첫 번째 버전에서 세 곡을 교환하고, 세 곡을 추가하고, 새로운 소재에 맞게 곡 순서를 섞었다. 〈Ricky Wants a Man of Her Own〉, 〈The Man Got Away〉, 그리고 〈Ramrod〉는 〈Cindy〉, 〈The River〉(8월 말 쓰여진) 그리고 〈You Can Can Look (But You Can Not Touch)〉로 대체되었다. 스프링스틴은 공식적으로 《The Ties That Bind》라고 명명된 두 번째 시퀀스에 서명했고, 테이프는 10월 초에 제작을 시작하기 위해 전송되었다. 하지만 그들이 돌아왔을 때, 그는 갑자기 발매를 취소했고, 다시 녹음으로 돌아갔다. 그는 나중에 "그 노래들은 내가 내 음악을 좋아했던 그런 통일성과 개념적 강렬함이 결여되어 있었다"고 말했다. 그의 매니저 겸 공동 프로듀서인 존 랜도는 스프링스틴이 달성하고자 하는 모든 것을 포함하기 위해서는 이 음반이 더블 음반이 필요할 수도 있다고 제안했다. 파워 스테이션에서 7개월을 더 보낸 후, 세션은 끝났다. 《The River》는 1980년 10월 17일에 발매되었으며, 녹음된 50곡 중 20곡이 수록되어 있다. 스프링스틴은 타이틀곡을 쓴 후에 더 어두운 소재를 추가했다. 사실, 《The River》는 엄숙한 것들 옆에 경박한 것들을 섞어서 유명해졌다. 그는 의도적인 것이었고, 《Darkness on the Edge of Town》는 대조적으로, 스프링스틴이 인터뷰에서 말했듯이, "로큰롤은 항상 이 기쁨이었고, 인생에서 가장 아름다운 것 이 특정한 행복이었습니다. 하지만 록은 또한 단단함과 냉정함에 대한 것이고 혼자 있는 것입니다... 저는 마침내 삶이 역설적인 것, 많은 것을 가지고 있다는 것을 깨달은 장소에 도달했습니다. 그리고 당신은 그것들과 함께 살아야 합니다."

## 커버 아트
《The River》의 커버 아트는 프랭크 스테판코가 촬영한 브루스 스프링스틴의 흑백 클로즈업 사진이다. 스테판코는 이전에 《Darkness on the Edge of Town》의 커버 사진도 촬영한 바 있다. 그의 말에 따르면 이 사진은 《Darkness on the Edge of Town》 촬영 세션에서 찍힌 아웃테이크 중 하나로, 《The River》의 믹싱 작업 중 스프링스틴이 직접 골랐다. 스프링스틴은 《The River》의 커버 사진이 "진지하고 엄숙하길" 원했다. 사진 속 그는 면도를 하지 않은 채 격자무늬 셔츠를 입고 카메라를 응시하고 있다. 필립 마르고탱과 장미셸 게스동은 이 이미지가 《The River》가 "미국의 시골과 소도시에서 비롯된 음반이며 블루칼라 음악가들이 만든 음반"이라는 점을 상징한다고 설명한다. 스프링스틴의 이름과 음반 제목은 검은 배경 위에 파란색으로 쓰여 있으며, 커버 디자인은 지미 왁텔이 맡았다.
이 음반의 뒷면 커버에는 다섯 명의 신부와 한 신랑, 종이컵 더미, 흰머리수리, 미국 국기 등 다양한 이미지가 담겨 있다. 《The River》의 초판 발매 당시 《뉴욕 타임스》의 로버트 파머는 뒷면 커버가 음반의 "주제적 추진력"에 기여한다고 평했다. 음반 속지는 스프링스틴과 E 스트리트 밴드의 사진들과 20곡 전곡의 가사를 담고 있다.

## 곡 목록
모든 곡들은 브루스 스프링스틴에 의해 작사/작곡하였다.
| #  | 제목                   | 재생 시간 |
| -- | ---------------------- | --------- |
| 1. | 〈The Ties That Bind〉 | 3:33      |
| 2. | 〈Sherry Darling〉     | 4:02      |
| 3. | 〈Jackson Cage〉       | 3:04      |
| 4. | 〈Two Hearts〉         | 2:42      |
| 5. | 〈Independence Day〉   | 4:46      |

| #  | 제목                                        | 재생 시간 |
| -- | ------------------------------------------- | --------- |
| 1. | 〈Hungry Heart〉                            | 3:19      |
| 2. | 〈Out in the Street〉                       | 4:17      |
| 3. | 〈Crush on You〉                            | 3:10      |
| 4. | 〈You Can Look (But You Better Not Touch)〉 | 2:36      |
| 5. | 〈I Wanna Marry You〉                       | 3:26      |
| 6. | 〈The River〉                               | 4:59      |

| #  | 제목               | 재생 시간 |
| -- | ------------------ | --------- |
| 1. | 〈Point Blank〉    | 6:05      |
| 2. | 〈Cadillac Ranch〉 | 3:02      |
| 3. | 〈I'm a Rocker〉   | 3:34      |
| 4. | 〈Fade Away〉      | 4:40      |
| 5. | 〈Stolen Car〉     | 3:53      |

| #  | 제목                     | 재생 시간 |
| -- | ------------------------ | --------- |
| 1. | 〈Ramrod〉               | 4:04      |
| 2. | 〈The Price You Pay〉    | 5:27      |
| 3. | 〈Drive All Night〉      | 8:26      |
| 4. | 〈Wreck on the Highway〉 | 3:53      |

## 인증
| 국가                                                                                         | 인증        | 판매량/출하량 |
| -------------------------------------------------------------------------------------------- | ----------- | ------------- |
| 오스트레일리아 (ARIA)                                                                        | 3× 플래티넘 | 210,000^      |
| 캐나다 (뮤직 캐나다)                                                                         | 2× 플래티넘 | 200,000^      |
| 핀란드 (Musiikkituottajat)                                                                   | 골드        | 25,000        |
| 프랑스 (SNEP)                                                                                | 2× 골드     | 200,000*      |
| 독일 (BVMI)                                                                                  | 골드        | 250,000^      |
| 이탈리아 (FIMI) sales since 2009                                                             | 골드        | 50,000*       |
| 네덜란드 (NVPI)                                                                              | 골드        | 50,000^       |
| 스웨덴 (GLF)                                                                                 | 골드        | 50,000        |
| 영국 (BPI)                                                                                   | 플래티넘    | 300,000^      |
| 미국 (RIAA)                                                                                  | 5× 플래티넘 | 5,000,000^    |
| *판매량을 기반으로 한 인증 · ^출하량을 기반으로 한 인증 · 판매량+스트리밍을 기반으로 한 인증 |             |               |